# 1256 год
1256 (ты́сяча две́сти пятьдеся́т шесто́й) год  по юлианскому календарю — високосный год, начинающийся в субботу. Это 1256 год нашей эры, 6‑й год 6‑го десятилетия XIII века 2‑го тысячелетия, 7‑й год 1250‑х годов. Он закончился 769 лет назад.
| Пн | Вт | Ср | Чт | Пт | Сб | Вс |
|    |    |    |    |    | 1  | 2  |
| 3  | 4  | 5  | 6  | 7  | 8  | 9  |
| 10 | 11 | 12 | 13 | 14 | 15 | 16 |
| 17 | 18 | 19 | 20 | 21 | 22 | 23 |
| 24 | 25 | 26 | 27 | 28 | 29 | 30 |
| 31 |    |    |    |    |    |    |

| Пн | Вт | Ср | Чт | Пт | Сб | Вс |
|    | 1  | 2  | 3  | 4  | 5  | 6  |
| 7  | 8  | 9  | 10 | 11 | 12 | 13 |
| 14 | 15 | 16 | 17 | 18 | 19 | 20 |
| 21 | 22 | 23 | 24 | 25 | 26 | 27 |
| 28 | 29 |    |    |    |    |    |

| Пн | Вт | Ср | Чт | Пт | Сб | Вс |
|    |    | 1  | 2  | 3  | 4  | 5  |
| 6  | 7  | 8  | 9  | 10 | 11 | 12 |
| 13 | 14 | 15 | 16 | 17 | 18 | 19 |
| 20 | 21 | 22 | 23 | 24 | 25 | 26 |
| 27 | 28 | 29 | 30 | 31 |    |    |

| Пн | Вт | Ср | Чт | Пт | Сб | Вс |
|    |    |    |    |    | 1  | 2  |
| 3  | 4  | 5  | 6  | 7  | 8  | 9  |
| 10 | 11 | 12 | 13 | 14 | 15 | 16 |
| 17 | 18 | 19 | 20 | 21 | 22 | 23 |
| 24 | 25 | 26 | 27 | 28 | 29 | 30 |

| Пн | Вт | Ср | Чт | Пт | Сб | Вс |
| 1  | 2  | 3  | 4  | 5  | 6  | 7  |
| 8  | 9  | 10 | 11 | 12 | 13 | 14 |
| 15 | 16 | 17 | 18 | 19 | 20 | 21 |
| 22 | 23 | 24 | 25 | 26 | 27 | 28 |
| 29 | 30 | 31 |    |    |    |    |

| Пн | Вт | Ср | Чт | Пт | Сб | Вс |
|    |    |    | 1  | 2  | 3  | 4  |
| 5  | 6  | 7  | 8  | 9  | 10 | 11 |
| 12 | 13 | 14 | 15 | 16 | 17 | 18 |
| 19 | 20 | 21 | 22 | 23 | 24 | 25 |
| 26 | 27 | 28 | 29 | 30 |    |    |

| Пн | Вт | Ср | Чт | Пт | Сб | Вс |
|    |    |    |    |    | 1  | 2  |
| 3  | 4  | 5  | 6  | 7  | 8  | 9  |
| 10 | 11 | 12 | 13 | 14 | 15 | 16 |
| 17 | 18 | 19 | 20 | 21 | 22 | 23 |
| 24 | 25 | 26 | 27 | 28 | 29 | 30 |
| 31 |    |    |    |    |    |    |

| Пн | Вт | Ср | Чт | Пт | Сб | Вс |
|    | 1  | 2  | 3  | 4  | 5  | 6  |
| 7  | 8  | 9  | 10 | 11 | 12 | 13 |
| 14 | 15 | 16 | 17 | 18 | 19 | 20 |
| 21 | 22 | 23 | 24 | 25 | 26 | 27 |
| 28 | 29 | 30 | 31 |    |    |    |

| Пн | Вт | Ср | Чт | Пт | Сб | Вс |
|    |    |    |    | 1  | 2  | 3  |
| 4  | 5  | 6  | 7  | 8  | 9  | 10 |
| 11 | 12 | 13 | 14 | 15 | 16 | 17 |
| 18 | 19 | 20 | 21 | 22 | 23 | 24 |
| 25 | 26 | 27 | 28 | 29 | 30 |    |

| Пн | Вт | Ср | Чт | Пт | Сб | Вс |
|    |    |    |    |    |    | 1  |
| 2  | 3  | 4  | 5  | 6  | 7  | 8  |
| 9  | 10 | 11 | 12 | 13 | 14 | 15 |
| 16 | 17 | 18 | 19 | 20 | 21 | 22 |
| 23 | 24 | 25 | 26 | 27 | 28 | 29 |
| 30 | 31 |    |    |    |    |    |

| Пн | Вт | Ср | Чт | Пт | Сб | Вс |
|    |    | 1  | 2  | 3  | 4  | 5  |
| 6  | 7  | 8  | 9  | 10 | 11 | 12 |
| 13 | 14 | 15 | 16 | 17 | 18 | 19 |
| 20 | 21 | 22 | 23 | 24 | 25 | 26 |
| 27 | 28 | 29 | 30 |    |    |    |

| Пн | Вт | Ср | Чт | Пт | Сб | Вс |
|    |    |    |    | 1  | 2  | 3  |
| 4  | 5  | 6  | 7  | 8  | 9  | 10 |
| 11 | 12 | 13 | 14 | 15 | 16 | 17 |
| 18 | 19 | 20 | 21 | 22 | 23 | 24 |
| 25 | 26 | 27 | 28 | 29 | 30 | 31 |

## События
- 1247—1264 — война за тюрингское наследство. Военный конфликт за право наследования земель пресекшейся династии Людовингов между родственниками ландграфского дома по женской линии[1].
- 1256—1258 — началась война за Эвбейское наследство.  Вооружённый конфликт между князем Ахайи Гилльомом II и коалицией других правителей франкской Греции, опасавшихся его устремлений[2].
- 1256—1270 — началась Война Святого Саввы. Вооружённый конфликт в крестоносных государствах Палестины между генуэзцами, при содействии владетеля Тира Филиппа де Монфора и рыцарей-госпитальеров с одной стороны и венецианцами, в союзе с Пизой, провансальцами, тамплиерами и большинством палестинских баронов — с другой (часть Венецианско-генуэзский войн)[3].
- Война Никейской империи с болгарами заканчивается поражением последних: 
  - Май — подписан мирный договор.
- Октябрь — начинается война никейского императора Феодора Ласкариса с Эпирским деспотатом из-за городов Диррахий и Сервия:
  - Император Феодор II Ласкарис, заподозрив Михаила Палеолога в измене, приказал схватить его. Михаил бежал к конийскому султану Кай Кавусу II. Султан дал ему в командование ромейский полк. В октябрьском бою против монголов Байджу-нойона полк хорошо проявил себя, но битву румские турки проиграли. Феодор предложил Палеологу вернуться и назначил его великим коноставлом (командующим армией).
- Венецианцы изгнаны из Тира Филиппом де Монфором. Начало Войны святого Саввы в Акре.
- Людовик Святой заставил короля Кастилии и Леона Альфонсо X передать Наварре временно города Фуэнтеррабия и Сан-Себастьян.
- Ирландское королевство Брейфне распадается на Восточное Брейфне и Западное Брейфне, после начала войны между О'Рейллис и О'Руайрк.
- Роджер Бэкон вступает в орден францисканцев.
- Создан орден августинцев путём объединения нескольких общин отшельников.
- Количество монахов в ордене доминиканцев достигает семи тысяч.
- Первое летописное упоминание города Свислочь, Гродненской области Республики Беларусь.

### Монгольская империя
- 1252—1279 — Монгольское завоевание империи Южная Сун[4].
- 1256—1260 — Ближневосточный поход монголов направленный против иранских исмаилитов-низаритов, халифата Аббасидов, сирийских Айюбидов и мамлюков Египта[5]:
  - Январь — Хулагу, пополнив свою армию джучидскими подразделениями, предоставленными Сартаком, форсировал Амударью и осадил низаритские крепости в Кухистане (Эльбурс)[5].
  - Не полагаясь лишь на военную силу, Хулагу начал и дипломатическое наступление, потребовав от имама низаритов Рукн-ад Дина Хуршаха капитуляции[5].
  - Хулагу почувствовал, что Хуршах пытается выгадать время и затягивает переговоры, он начал штурм крепости Маймун-диз, в которой находился имам. В итоге, Хуршах вынужден был сдаться и его отправили в Монголию, к Мункэ, который должен был решить судьбу Хуршаха[5].
- 1253—1256 — закончился поход монголов против низаритов. Военная кампания организована великим ханом Мункэ и велась его братом Хулагу. По итогу походов против низаритов и завоевания Аббасидского халифата монголами было основано Государство Хулагуидов[6].
- 1256—1258 — монголы во главе с Хубилаем, братом Мункэ, вторглись в Сычуань и проникли дальше на юг, в Дали. Направлены отряды для завоевания Тибета и Индокитая. Хубилай начал войну за овладение провинцией Хубэй.
- Январь — армия Хулагу пересекает Амударью (начало «Жёлтого крестового похода»). В течение года взято большинство горных крепостей хашашинов в Иране, в том числе Меймундиз (19 ноября) и Аламут (15—19 декабря).
- Заложено основание государства ильханов Ирана (1256—1353), в годы расцвета охватывавшего Иран, Афганистан, Закавказье, Ирак и восточную часть Малой Азии. Ставка Ильхана находилась в Южном Азербайджане.
- Ата Малик Джувейни поступает на службу к Хулагу. Позже Насир ад-Дин ат-Туси, персидский учёный-энциклопедист, живший в Аламуте, становится советником Хулагу.
- После сложения нового монгольского государства в Иране, районы заселённые грузинами, армянами и азербайджанцами, отошли хулагидам. Попытки приёмников Батыя вернуть эти районы кончились неудачей[7].

## Русь
Правление: 1252—1263 — Александр Ярославич Невский
- Ростислав Михайлович совершил поход на Тырново, но не был принят знатью Болгарии и был вынужден уступить царский престол Мицо Асеню.
- Александр Невский приезжает в Великий Новгород вместе с киевским митрополитом Кириллом III. Известие об этом заставляет шведов, которые пытались закрепиться на реке Нарове вытекающей из Чудского озера немедленно бежать прочь[8].
- Зима — Александр Невский совершает последний успешный военный поход в Финляндию на племя емь, поддерживаемых шведами. После этого, забрав заложников из числа мятежных новгородцев, уходит в Суздальскую землю, а в Великом Новгороде оставляет своего сына Василия Александровича[8][9].
- После смерти хана Батыя, сарайский стол занял его малолетний сын Улагчи. Некоторые русские князья поехали к нему выражая полную лояльность новому хану. Александр Невский послал только дары с просьбой простить своего брата Андрея Ярославича, вернувшегося из эмиграции после попытки антиордынского восстания. Прощение было получено[9].
- С согласия ордынских властей Суздальское княжество передано вернувшемуся на Русь Андрею Ярославичу[10].
- Даниил Галицкий восстанавливает г. Холм после пожара 1255 года. Строит в городе большой собор Пресвятой Богородицы[11].
- Первое упоминание в Ипатьевской летописи о Львове[12].
- На землях Новгородской республики, вассалом датского короля Кристофера I —  Дитрихом фон Кивелем основана Нарва. Строительство замка было прервано после получения известий о готовящемся походе новгородских войск на Нарву[13].

## Начало правления
См.также: Список глав государств в 1256 году
- Государство ильханов Ирана — Хулагу (1256—1265).
- 1256—1257 — Сартак, хан Золотой Орды[14].

## Родились
См. также: Категория:Родившиеся в 1256 году
- 6 января — Гертруда Великая, немецкий мистик.

## Скончались
См. также: Категория:Умершие в 1256 году
- 4 января — Бернард (герцог Каринтии).
- 20 января — Рено де Вишье, великий магистр ордена тамплиеров.
- Михаил I Асень, Коломан II Асень — цари Болгарии.
- Онанья Феофилатович и Михалко Степанич (младший) — новгородские посадники.
- Батый — хан Золотой Орды.